# Kofi (cràter)

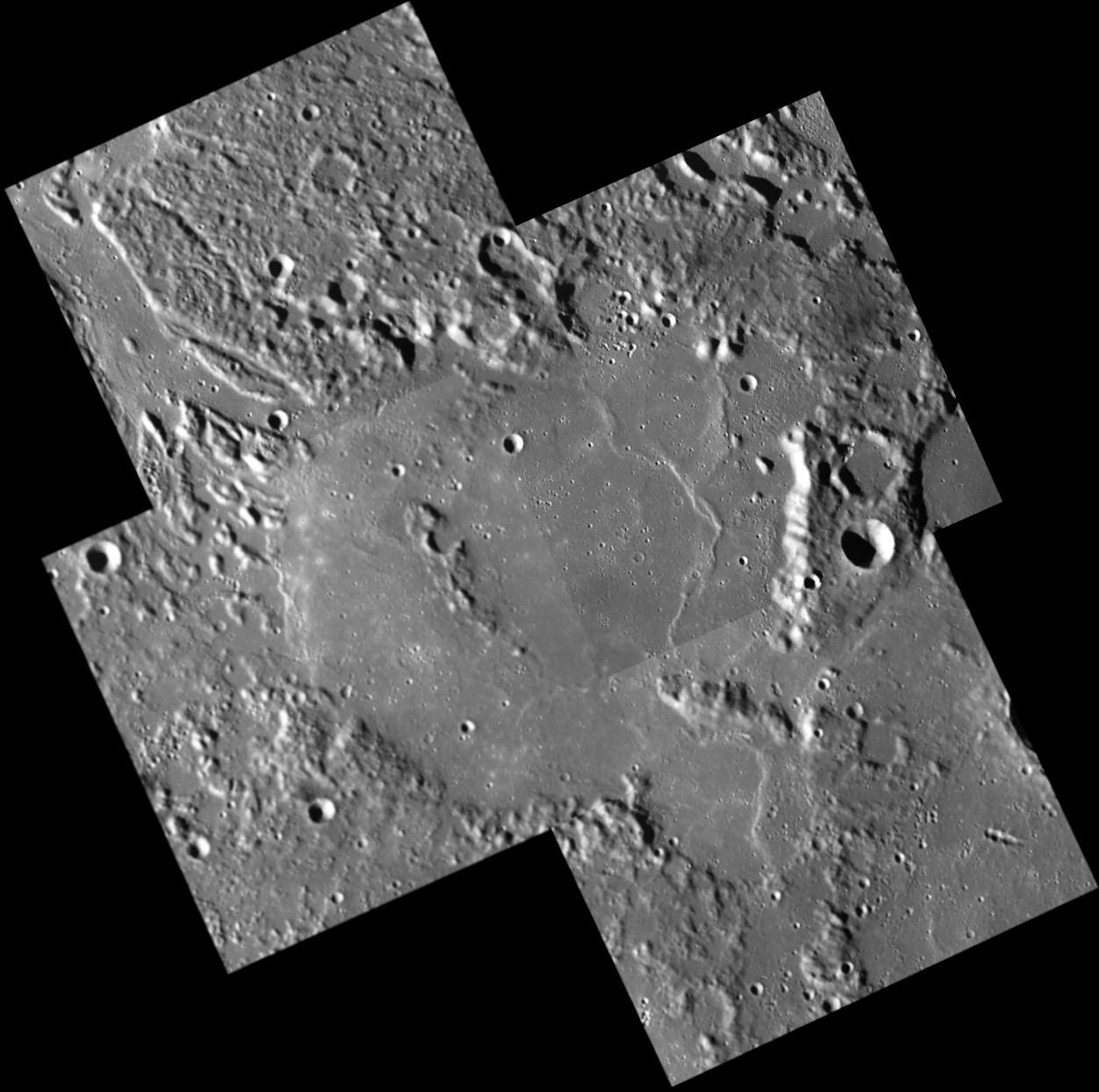
Composició fotogràfica del cràter realitzada per la sonda Messenger.

Kofi és un cràter d'impacte en el planeta Mercuri de 136 km de diàmetre. Porta el nom de l'escultor ghanià Vincent Kofi (1923-1974), i el seu nom va ser aprovat per la Unió Astronòmica Internacional el 2012.